# GENEX塔
GENEX塔是位於塞爾維亞貝爾格勒的一座高層建築，共有35層，高115公尺（旋轉餐廳高135-140公尺）。GENEX塔為粗野主義建築，由兩座塔樓組成，是貝爾格勒第二高建築，東南歐第三大塔樓。

## 另見
- 揣獵克塔，在伦敦的類似建築

## 外部連結
- 维基共享资源上的相關多媒體資源：GENEX塔